# Eda glasbruk
Eda glasbruk ist ein Tätort in der  schwedischen Provinz Värmlands län beziehungsweise der historischen  Landskap Värmland in der Gemeinde Eda.

## Geographie
Eda glasbruk liegt etwa fünf Kilometer nordwestlich vom Hauptort der Gemeinde, Charlottenberg, entfernt. Der Ort ist durch den Riksväg 61 und den Länsväg S 861 an das schwedische Straßennetz angeschlossen. Eda Glasbruk liegt an der Värmlandsbanan (Stockholm-Oslo). Zirka 1,5 km nordwestlich von Eda Glasbruk befindet sich der Grenzübergang zu Norwegen.
Der Ort hat 226 Einwohner (2020).

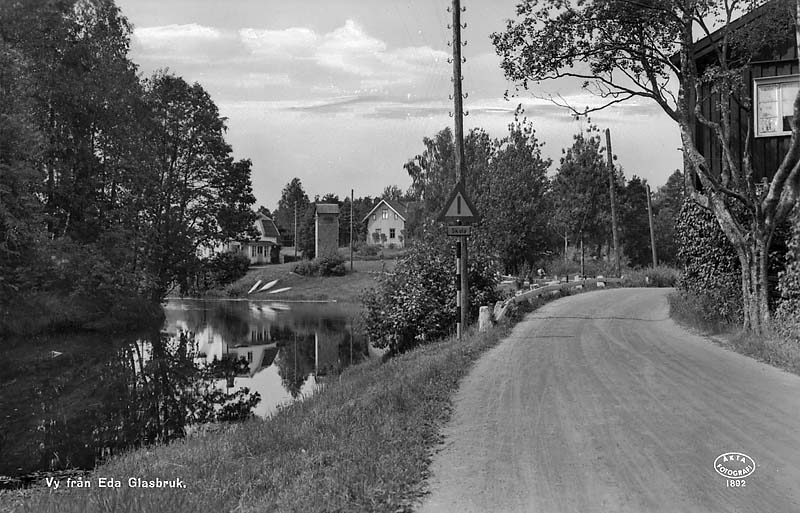
Eda glasbruk

## Sehenswürdigkeiten
- Eda Glasmuseum
- Eda Folkets park